# Борх, Юрий Александрович
Граф Юрий Александрович Борх (род. 30 марта 1836, Санкт-Петербург — 6 апреля 1911, Владикавказ, Российская империя) — русский военный деятель, генерал от инфантерии (1906) из графского рода Борх.

## Биография
Старший сын действительного тайного советника графа Александра Михайловича Борха. Внук по отцу генерал-лейтенанта Михаила Ивановича Борха; по матери — графа Ивана Степановича Лаваля. Получил домашнее воспитание.
В службу вступил в 1853 году, участник Крымской войны. В 1854 году произведён в корнеты. С 1857 года адъютант шефа жандармов А. Е. Тимашева. В 1859 году произведён в поручики. В 1860 году произведён в штабс-ротмистры. В 1862 году произведён в ротмистры с назначением флигель-адъютантом Его Императорского Величества. В 1865 году произведён в полковники.
В 1869 году отряд из двух рот пехоты, сотни казаков и 14 орудий под командованием Юрия Борха основал укрепление Ак-Тюбе в Илецком уезде Тургайской области (ныне крупный город Актобе в Актюбинской области Казахстана).
В 1875 году в генерал-майоры с назначением в Свиту Его Императорского Величества. С 1878 года назначен командиром 2-й бригады 39-й пехотной дивизии, участник Русско-турецкой войны. С 1881 года командир 1-й бригады 19-й пехотной дивизии. С 1883 года начальник 21-й пехотной дивизии. В 1884 году произведён в генерал-лейтенанты.
С 1895 года назначен состоять в распоряжении командующего войсками Кавказского военного округа. В 1906 году произведён в генералы от инфантерии. Скончался в 1911 году во Владикавказе.
По словам современника, граф Борх часто нуждался в деньгах и наделал много долгов. Его отец пожертвовал всем, чем только было можно, чтобы заплатить эти долги и в конец разорил свое состояние. От неприятностей он получил нервный удар и умер.

## Семья
Жена (с 5 мая 1858 года) — Варвара Павловна Чичерина (27.02.1839—1910), дочь полковника конной гвардии Павла Петровича Чичерина от его брака с княжной Ольгой Павловной Голицыной. Родилась в Петербурге, крещена 18 марта 1839 года в Симеоновской церкви при восприемстве деда генерала П. А. Чичерина и бабушки В. С. Голицыной. По словам современника, конногвардеец Борх был по уши влюблен в красавицу-девицу Чичерину и его ухаживание бросалось всем в глаза, вскоре влюбленная парочка вступила в брак, но впоследствии союз их оказался несчастливым, и пламенно любившие друг друга супруги разъехались. Их сын:
- Борис Юрьевич (1859—1917), правитель канцелярии Новгородского губернатора (1894), вице-губернатор Сувалкской губернии (1903—1914)[7].

## Награды
Награды
- Орден Святой Анны 3-й степени (1864)
- Орден Святого Станислава 2-й степени (1868)
- Орден Святой Анны 2-й степени (1869; Императорская корона — 1870)
- Орден Святого Владимира 4-й степени (1872)
- Орден Святого Владимира 3-й степени (1874)
- Орден Святого Станислава 1-й степени с мечами (1876)
- Орден Святой Анны 1-й степени (1879)
- Орден Святого Владимира 2-й степени (1882)
- Орден Белого орла (1890)
- Орден Святого Александра Невского (1904)